# DHRS3
Dehydrogenase/reductase chuỗi ngắn 3 (tiếng Anh: Short-chain dehydrogenase/reductase 3) là enzyme ở người được mã hóa bởi gen DHRS3.